# CrypTool
CrypTool はオープンソースの暗号理論ソフトウェアである。300以上のアルゴリズムを搭載しており、RSA暗号、楕円曲線暗号、デジタル署名、準同型暗号、ディフィー・ヘルマン鍵共有など公開鍵暗号から独自の調整ができる。またBB84のような量子暗号、McEliece・WOTS・Merkle・XMSSなどのポスト量子暗号にも対応しており、ハフマン符号・Advanced Encryption Standard・SHA-3などを描画できる。

## 使用状況
教育機関や、法人向けトレーニング団体に採用されている。世界中から毎月10,000人がダウンロードしており、その内50%は英語版である。

## オンライン版
CrypTool-Online とCrypTool Mobileがあり、これらのウェブサイトにてパソコンやスマートフォンから暗号化の方法を直接ブラウザで試せる。若年者や新規利用者開拓が見込まれるが、 高度な作業は純正版が必要である。

## MysteryTwister C3(MTC3)
2010年に、CrypToolプロジェクトの一環として国際暗号コンテストが開始された。世界各国の30人の出題者による200問が英語又はドイツ語のPDFで課される。現在は7000件以上の登録ユーザーが取り組んでいる。